# Табачный (посёлок)
Табачный (адыг. ТутыншӏапI) — посёлок в Майкопском муниципальном районе Республики Адыгея России. Входит в состав Краснооктябрьского сельского поселения.

## Население
| 2002  | 2010  | 2013  | 2014  | 2015  | 2016  | 2017  |
| ----- | ----- | ----- | ----- | ----- | ----- | ----- |
| 1502  | ↗1760 | ↗1823 | ↗1891 | ↗1926 | ↗1970 | ↗1977 |
| 2018  | 2019  | 2020  | 2021  | 2023  | 2024  |       |
| ↗2008 | ↘1980 | ↗2011 | ↘1943 | ↘1941 | ↗1990 |       |

По данным Всероссийской переписи населения 2021 года:
| Народ               | Численность, чел. | Доля от всего населения, % |
| ------------------- | ----------------- | -------------------------- |
| русские             | 1 429             | 73,55 %                    |
| армяне              | 57                | 2,93 %                     |
| цыгане              | 27                | 1,39 %                     |
| украинцы            | 26                | 1,34 %                     |
| адыги (черкесы)     | 16                | 0,82 %                     |
| татары              | 15                | 0,77 %                     |
| греки               | 11                | 0,57 %                     |
| другие / не указано | 362               | 18,63 %                    |
| всего               | 1 943             | 100,0 %                    |

## Улицы
| - Абрикосовая, - Виноградная, - Виноградная, - Вишневая, - Грушовая, - Жасминовая, - Зелёная, - Земляничная, - Кизиловая, - Клубничная, - Коллективная, - Короткая, | - Красная, - Кривая, - Лесная, - Малиновая, - Мира, - Молодёжная, - Набережная, - Новая, - Ореховая, - Персиковая, - Пионерская, - Полевая, | - Садовая, - Сиреневая, - Солнечная, - Сосновая, - Сушковая, - Цветочная, - Чапаева, - Широкая, - Шоссейная, - Шоссейный переулок, - Яблоневая, - Яблочная. |